# Морачевский, Виталий Витальевич
Виталий Витальевич Морачевский (16 (28) января 1873 года, Санкт-Петербург — 30 ноября 1918 года, Великие Луки) — русский географ, статистик и почвовед.

## Биография
Виталий Витальевич Морачевский родился 16 (28) января 1873 года в Петербурге в семье государственного служащего. Его семья происходила из Малороссии, Черниговской губернии, и в 1783 году была приписана к российскому дворянству за заслуги предков.
Окончив гимназию, Морачевский поступил в Петербургский университет, который окончил в 1895 году по естественному отделению физико-математического факультета, специализируясь на почвоведении. Он был учеником известного почвоведа В. В. Докучаева.
Ещё будучи студентом, Морачевский начал подрабатывать репетиторством, а на старших курсах работал на кафедре минералогии и почвоведения, где занимался анализом почв. После окончания университета он начал работать в Министерстве земледелия.
В 1894 году Морачевский женился на Анне Фёдоровне Кирилловой, которая происходила из купеческой семьи. У них родилось шестеро детей, двое из которых умерли в раннем возрасте.
С 1897 года Морачевский занимал должность младшего редактора в отделении основной статистики, а в 1910 году стал старшим специалистом по сельскому хозяйству Департамента земледелия и заведующим справочно-издательским бюро. Он занимал эту должность до октября 1917 года.
Параллельно с основной работой Морачевский с 1907 года занимал должность секретаря Отделения статистики Русского географического общества, а с 1915 года — заместителя председателя этого отделения. С 1904 года он был действительным членом Императорского Русского географического общества.
В начале XX века Морачевский передал Академии наук перевод Четвероевангелия, выполненный его дедом Ф. С. Морачевским на малороссийский язык, с непременным условием, что труд будет напечатан. В 1906 году первые части перевода были изданы, а в 1911 году Академия наук выполнила условие Морачевского, и рукопись перешла в её собственность.
Морачевский активно участвовал в создании многотомного издания «Россия. Полное географическое описание нашего Отечества», где написал несколько глав, посвящённых населению и промыслам различных регионов России.
В 1910—1912 годах Морачевский приобрёл участок земли в Ярославской губернии, где построил дачу. Он также финансировал строительство начальной школы в посёлке Шашково и оказывал поддержку местной церкви.
После революции Морачевский занимался созданием Комиссариата земледелия Коммун Северной области. Его проект был утверждён на Съезде Советов Коммун Северной области.
Виталий Витальевич Морачевский скончался 30 ноября 1918 года в Великих Луках во время командировки. Он был похоронен в Петрограде на Смоленском кладбище.